# Prey (2021)
Prey is een Duitse film uit 2021, geregisseerd en geschreven door Thomas Sieben.

## Verhaal
Een jonge man viert zijn vrijgezellenfeest met zijn broer en drie vrienden. Tijdens een wandeltocht in een nationaal park worden ze het doelwit van een mysterieuze schutter die om de een of andere reden op hen jaagt. Een wanhopige strijd om te overleven begint voor de mannen.

## Rolverdeling
| Acteur            | Personage |
| ----------------- | --------- |
| David Kross       | Roman     |
| Hanno Koffler     | Albert    |
| Maria Ehrich      | Eva       |
| Robert Finster    | Peter     |
| Yung Ngo          | Vincent   |
| Klaus Steinbacher | Stefan    |
| Livia Matthes     | Lisa      |
| Nellie Thalbach   | Jenny     |

## Release
De film ging in première op 10 september 2021 via de streamingdienst van Netflix.

## Ontvangst
De film ontving gemengde recensies van critici. Op Rotten Tomatoes heeft Prey een waarde van 17% en een gemiddelde score van 4,70/10, gebaseerd op 6 recensies. Op Metacritic heeft de film een gemiddelde score van n.n.b./100, gebaseerd op 4 recensies.